# Большая Щемиловка
Большая Щемиловка (Сосновенький лог) — река в России, протекает по Алтайскому району Алтайского края. Устье реки находится в 91 км по левому берегу реки Каменка. Длина реки составляет 14 км.

## Данные водного реестра
По данным государственного водного реестра России относится к Верхнеобскому бассейновому округу, водохозяйственный участок реки — Катунь, речной подбассейн реки — Бия и Катунь. Речной бассейн реки — (Верхняя) Обь до впадения Иртыша.